# دکور (سینما و تلویزیون)

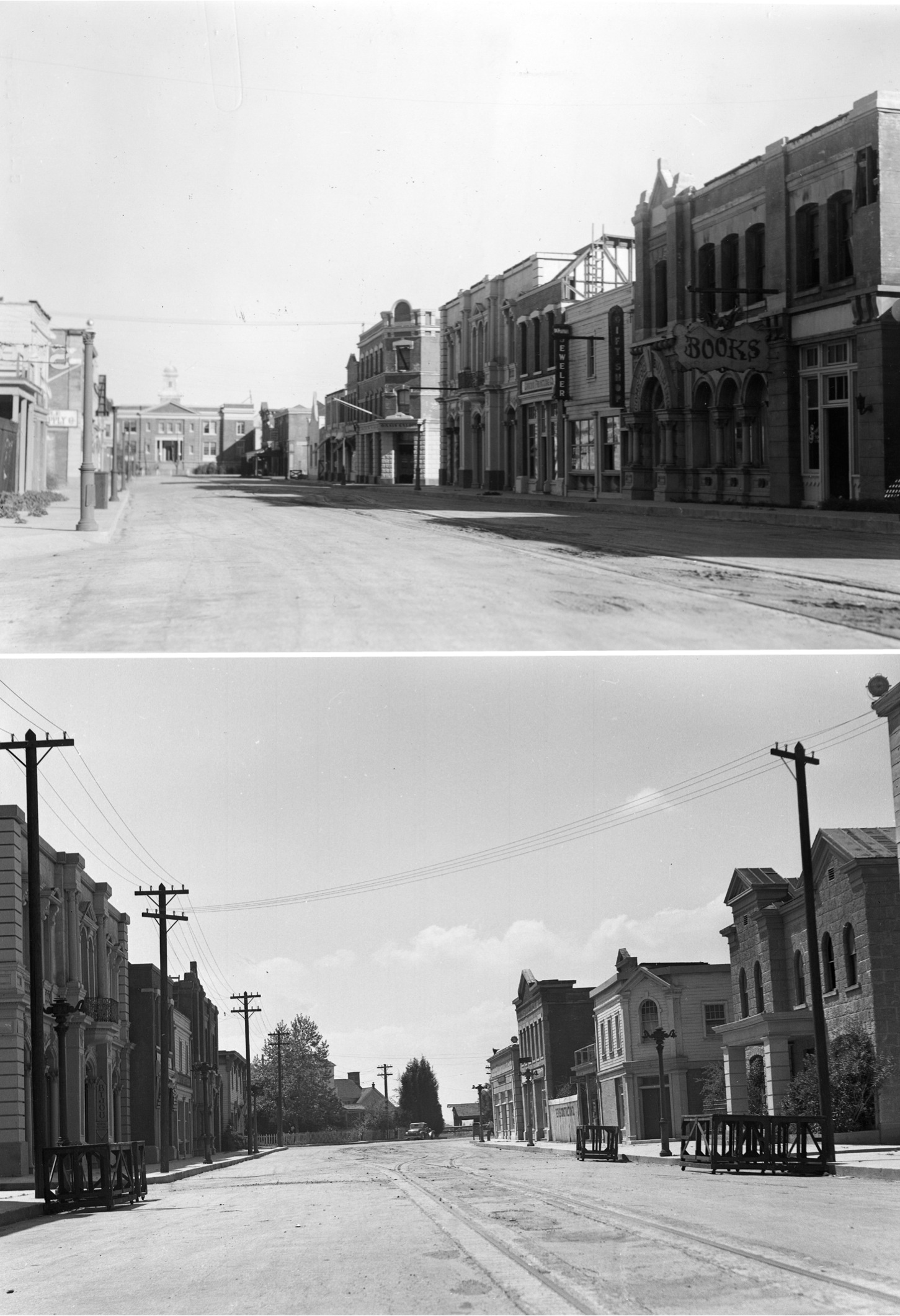
آرکی‌او استودیوز در انسینو، لس آنجلس، ۱۹۴۶

دکور (انگلیسی: Set) مجموعه مناظر مصنوع و چشم‌اندازهایی است که توسط انسان ساخته می‌شود و در تئاتر، سینما و تلویزیون مورد استفاده قرار می‌گیرد. در دو مورد آخر دلایل زیادی برای ساخت یا استفاده از یک صحنه به جای سفر به یک مکان واقعی وجود دارد، مانند بودجه، زمان، نیاز به کنترل محیط یا عدم وجود مکان. صحنه‌ها معمولاً در محوطهٔ باز استودیوی فیلم یا استودیوی ضبط صدا ساخته می‌شوند، اما هر مکانی که برای ایجاد حس مکان دیگری تغییر یافته باشد، یک صحنه است.